# Riichirō Kawashima
Pour les articles homonymes, voir Kawashima.
Riichirō Kawashima (川島 理一郎, Kawashima Ri'ichirō) est un peintre japonais des XIXe et XXe siècles, né en 1886 dans la préfecture de Tochigi, mort en 1971.

## Biographie
Kawashima Riichirō est un peintre de figures occidental. Il poursuit ses études aux États-Unis où il est diplômé de l'École d'Art Corcoran de Washington, en 1910. 
Il se fixe alors à Paris où il est actif jusqu'en 1919, et où il se lie d'amitié avec le peintre Foujita. Ce dernier, après avoir résidé à l'hôtel d'Odessa à son arrivée dans la capitale le 6 août 1913, partage l'atelier de son premier ami japonais à Paris, dans une zone mal définie proche des fortifications au sud de Montparnasse. Ils suivent l'enseignement néo-grec à l'Académia de Raymond Duncan vers 1914. Kawashima et son ami Foujita, il s'installe à Montfermeil, en banlieue parisienne ; la Première Guerre mondiale arrive et leur maison est détruite. En juin 1915, ils se réfugient dans le Périgord noir, entre Les Eyzies et Montignac ; le comte Alphonse Claret de Fleurieu, fait alors installer les deux peintres dans la maison forte de Reignac puis, au départ de Kawashima vers Paris à l'automne suivant pour raisons de santé, accueille Foujita dans son château de Marzac, qu'il va quitter en février 1916.
Kawashima va retourner au Japon où il est l'un des membres fondateurs du Kokugakai, et membre du Nihon Bijutsuin. Il est également professeur à l'école d'art féminine de Tokyo. Ses peintures sont présentes au salon des indépendants à partir de 1921.
Son style est marqué par le post-cézannisme répandu dans l'école de Paris du début du siècle.